# Orehek, Postojna
Orehek este o localitate din comuna Postojna, Slovenia, cu o populație de 189 de locuitori.